# Mimohammus biplagiatus
Mimohammus biplagiatus là một loài bọ cánh cứng trong họ Cerambycidae.